# Estação Park Pobedy (metro de Moscovo)
Park Pobedy (em russo:  Парк Победы) é uma das estações da linha Arbatsko-Pokrovskaia (Linha 3) do Metro de Moscovo, na Rússia. Estação «Park Pobedy» está localizada entre as estações «Slavianskii Bulhvar» e «Kievskaia».